# Leva arabica
Leva arabica är en insektsart som först beskrevs av Boris Petrovich Uvarov 1936.  Leva arabica ingår i släktet Leva och familjen gräshoppor. Inga underarter finns listade i Catalogue of Life.